# Сансана
Сансана (ивр. סנסנה‎) — еврейское поселение на Западном Берегу реки Иордан, в южной части Иудейских гор, к юго-западу от Хеврона и в 15 км от Беэр-Шевы. Относится к региональному совету Хар-Хеврон. Является религиозным.

## История
Основано Нахаль в 1997 году. Первая группа поселенцев прибыла в 1999. В 2000 поселение было передано гражданским. Название взято из Библии и переводится как пальмовое дерево. Сегодня прием в поселение новых жителей извне требует прохождения собеседований.

## Население
По данным Центрального статистического бюро Израиля, население на начало 2020 года составляло 519 человек.

## Инфраструктура
Есть синагога, миква, библиотека, детская площадка, образовательные учреждения, типография и частные фирмы. В настоящее время поселенцы живут в караванах (временном жилье), идёт строительство постоянного.

## Климат
Нагорное (540 м над уровнем моря) положение поселения делает климат достаточно прохладным.